# Fair Grove
Fair Grove és una població dels Estats Units a l'estat de Missouri. Segons el cens del 2000 tenia 1.107 habitants.

## Demografia
Segons el cens del 2000, Fair Grove tenia 1.107 habitants, 405 habitatges, i 309 famílies. La densitat de població era de 137,9 habitants per km².
Dels 405 habitatges en un 43,7% hi vivien nens de menys de 18 anys, en un 59,5% hi vivien parelles casades, en un 12,1% dones solteres, i en un 23,5% no eren unitats familiars. En el 20,7% dels habitatges hi vivien persones soles el 10,9% de les quals corresponia a persones de 65 anys o més que vivien soles. El nombre mitjà de persones vivint en cada habitatge era de 2,73 i el nombre mitjà de persones que vivien en cada família era de 3,18.
Per edats la població es repartia de la següent manera: un 31,7% tenia menys de 18 anys, un 8,1% entre 18 i 24, un 32,6% entre 25 i 44, un 17,4% de 45 a 60 i un 10,1% 65 anys o més.
L'edat mediana era de 31 anys. Per cada 100 dones de 18 o més anys hi havia 88,1 homes.
La renda mediana per habitatge era de 36.761 $ i la renda mediana per família de 41.167 $. Els homes tenien una renda mediana de 30.688 $ mentre que les dones 21.447 $. La renda per capita de la població era de 16.765 $. Entorn del 6,4% de les famílies i el 6,8% de la població estaven per davall del llindar de pobresa.

## Poblacions més properes
El següent diagrama mostra les poblacions més properes.